# DWDL.de
DWDL.de ist ein 2001 gegründetes Onlinemagazin, das sich mit der deutschen Medienwirtschaft befasst. Herausgeber ist die DWDL.de GmbH mit Sitz in Köln. Geschäftsführer, Gründer und Chefredakteur ist Thomas Lückerath.
Laut Lückerath ist der Name DWDL ein „Kürzel“ und der Name einer von ihm „ein Jahr zuvor zu völlig andren Zwecken registrierten Domain“. Die Bedeutung sei ein „Geheimnis“.

## Inhalte
DWDL.de behandelt die Fernsehbranche, deckt aber teilweise auch Print-, Online- und Radiothemen ab. Einen Schwerpunkt bilden die Analysen der Einschaltquoten. Außerdem betreibt das Onlinemagazin seit März 2008 eine Jobbörse für die deutsche Fernsehbranche.
Zwischen 2012 und 2015 und ab 2019 wurde mit Studio D eine Online-Talkshow mit Gästen aus der Medienbranche produziert.

## Reichweite
Nach eigenen Angaben lag die Reichweite im Juli 2020 bei 950.000 Unique Visits und 1,8 Millionen Seitenabrufen. Die Seite ist nicht IVW-geprüft. Die Film- und Medienstiftung NRW bezeichnete das Portal 2021 als „erste Adresse für profunden Medienjournalismus“.

## Geschichte

In den 00’er Jahren verwendetes Logo

DWDL.de wurde 2001 von Thomas Lückerath (* 1982), zu dem Zeitpunkt noch Schüler, gegründet und zunächst als studentisches Projekt betrieben. Im Herbst 2006 wurde die DWDL.de GmbH gegründet und der Redaktionssitz nach Köln verlegt, als die Mistral GmbH die Mehrheit an dem Onlinemagazin kaufte. Lückerath brach sein Studium ab, um sich in Vollzeit seinem Unternehmen zu widmen. Er ist seit Beginn Chefredakteur und seit 2006 Geschäftsführer der DWDL.de GmbH. Gesellschafter waren zunächst Lückerath (20 Prozent) und die Mistral Media AG (80 Prozent), die im Dezember 2007 an den Politikberater Michael Spreng 20 Prozent der DWDL.de-Anteile verkaufte und mit den verbleibenden 60 Prozent Hauptgesellschafter blieb. Am 2. März 2011 wurde bekannt, dass Lückerath diese Anteile der Mistral Media AG, rückwirkend zum 1. Januar 2011, zurückgekauft hat und nun 80 Prozent der Anteile an der DWDL.de GmbH hält, Spreng blieb weiterhin Gesellschafter. Im Oktober 2019 verkaufte Spreng seine Anteile zu gleichen Teilen an den stellvertretenden Chefredakteur Uwe Mantel, der seit 2004 für DWDL.de tätig ist, und an den Redakteur Alexander Krei, der seit 2009 für das Medienmagazin schreibt.
2011 und 2012 gab es einen Verlust von 18.000 Euro und 2013 machte das Unternehmen einen Umsatz von 0,5 Millionen Euro und erreichte die Gewinnzone. Anfang 2014 wurden die Redakteure Thomas Lückenrath und Peer Schader mit dem Bert-Donnepp-Preis geehrt. Im selben Jahr beschäftigte DWDL.de fünf Mitarbeiter, darunter zwei Redakteure und zwei Verwaltungsangestellte, außerdem gab es freie Mitarbeiter.

## Der Goldene Günter und der Super-Günter
Seit 2008 verleiht DWDL.de jährlich den Negativpreis „Goldener Günter“ an Personen, Marken und Unternehmen, deren Leistungen – in Anlehnung an eine Fernsehkritik des ehemaligen ARD-Programmdirektors Günter Struve – „ziemlich ui-jui-jui“ waren. Unter allen Preisträgern stimmen anschließend die Leser des Onlinemagazins ab, wer „die ultimative Peinlichkeit des Medienjahres“ zu verantworten hat. Dieser erhält den „Super Günter“.